# Schuiferskapelle
Schuiferskapelle is een dorp in de Belgische provincie West-Vlaanderen en een deelgemeente van de stad Tielt. Het is een landelijk dorpje, ruim drie kilometer van Tielt-centrum. Het telt een 1000-tal inwoners. Schuiferskapelle was een zelfstandige gemeente tot aan de gemeentelijke herindeling van 1977.

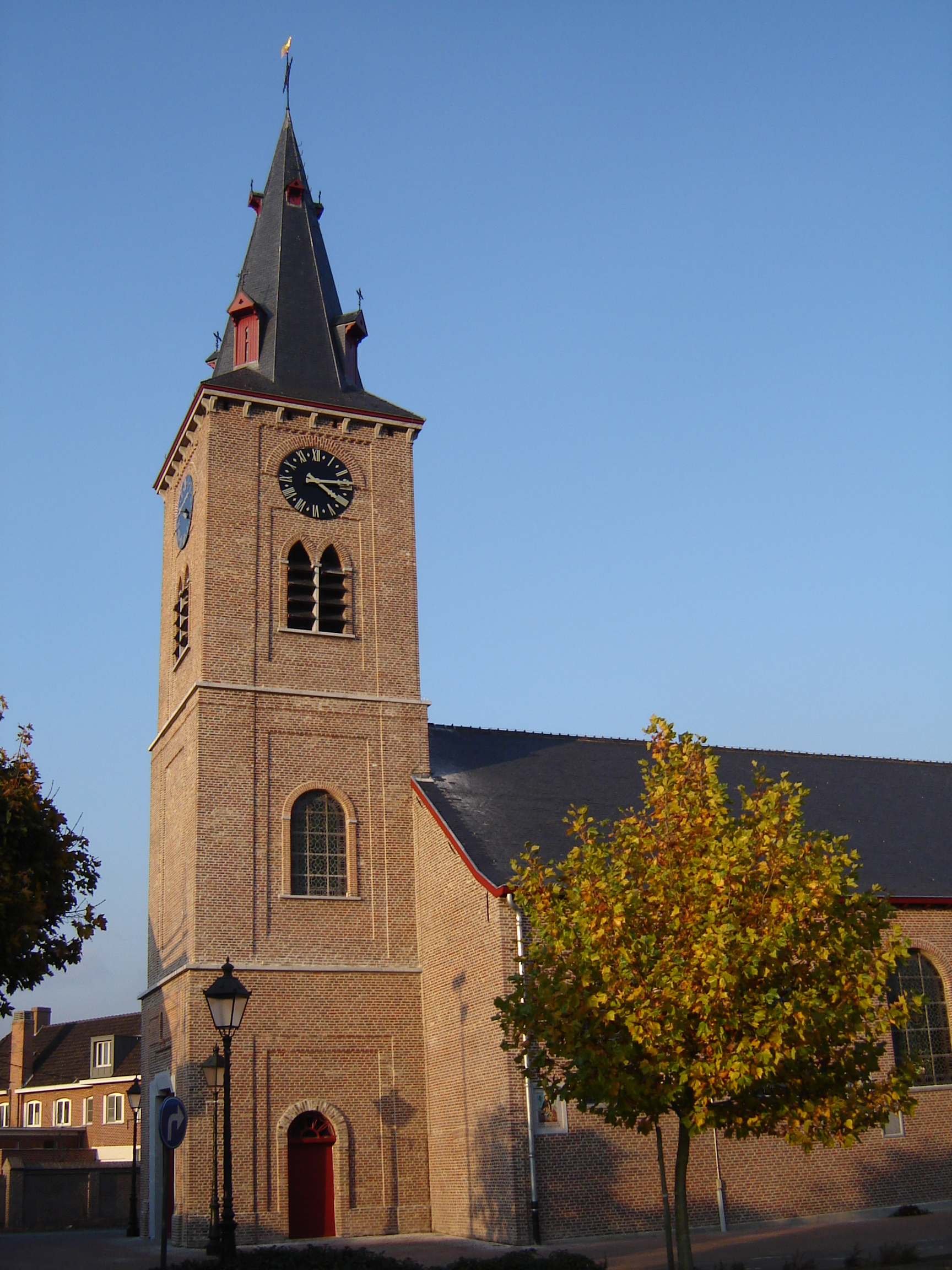
Onze-Lieve-Vrouw Geboortekerk

## Geschiedenis
Schuiferskapelle was een gehucht dat deel uitmaakte van de stad Tielt, waar het ressorteerde onder de Roede van Tielt, als deel van Tielt-Buiten. Schuiferskapelle werd pas in 1862 een zelfstandige gemeente (wet van 8 augustus). Kerkelijk keert Schuiferskapelle echter terug tot in 1242, wanneer de heer van Meulebeke en zijn echtgenote het kapittel van Harelbeke schenken. Deze kapel blijkt de Onze-Lieve-Vrouwkapel te zijn, gelegen binnen de heerlijkheid Hulswalle. Deze heerlijkheid omvatte een groot deel van het huidige Schuiferskapelle.
In de 14de eeuw, was de kapel in sterk verval geraakt en de inwoners van het gehucht bouwden op eigen kosten hun bedehuis weer op, gezien de grote afstand waarop zij verwijderd waren van de kerk van Tielt. Daarom ook vroegen zij aan de bisschop van Doornik en aan de kapittelheren van Harelbeke te voorzien in een kapelaan voor de lokale eredienst. Dit werd door de bisschop in 1328 ingewilligd, tot groot ongenoegen van de grote tienheffers, de kapittels van Harelbeke en Doornik, het klooster van Deinze en de kerk van Tielt.
Voortaan zouden zij allen moeten instaan voor het onderhoud van deze nieuwe, zelfstandige kapel. De Onze-Lieve-Vrouwkapel blijft voortaan in de officiële documenten kapel van Hulswalle genoemd; voor het eerst komt, in 1646, de benaming Schuiferskapelle voor en dat in de stadsrekening van de stad Tielt.
Het toponiem zelf treft men al eerder aan, maar dan in bescheiden zonder officieel karakter, onder meer in 1470, onder de vorm van Schuverskapelle. Dit laat toe te vermoeden dat het gehucht zijn naam te danken heeft aan een familie de Souvere, waarvan verschillende leden in de loop der tijden deel uitmaakten van het kerkbestuur van Tielt en ook als dismeesters aangetroffen worden. Tijdens de godsdienstberoerten van het laatste kwart van de 16de eeuw werd de streek rond Tielt onder de voet gelopen en ook de O.L. Vrouwkapel van Hulwalle werd tot een puinhoop herleid, terwijl de inwoners van het gehucht hun heil zochten in de vlucht of zich terugtrokken binnen de stad Tielt. Zodra de veiligheid weergekeerd was, keerde de bevolking terug en werd een nieuwe kapel opgetrokken.
In 1626 kon Mgr. Triest, bisschop van Gent, het altaar wijden. Een plaatselijke kapelaan werd echter niet aangesteld en de kapelanie werd toegewezen aan de onderpastoor van Tielt. De eredienst zou pas na een langdurig proces, bij vonnis van de Raad van Vlaanderen in 1780, volledig hernemen.
De huidige O.L.V.-Geboortekerk (1785) werd de waardige opvolger van de oorspronkelijke Hulswalle-kapel (1243), waaraan de familienaam de Scuvere verbonden was. Dit is meteen ook de verklaring van de plaatsnaam Schuiferskapelle.
De kerk van Schuiferskapelle werd daarbij een succursale van die van Tielt. In 1797 door de Franse bezetter gesloten, werd pas in 1831 de kerk van Schuiferskapelle, nu echter met als patroon de H. Antonius, een parochiale kerk. Dit zette de bewoners van de nieuwe parochie aan te ijveren voor een zelfstandige gemeente. Ingezet met verzoekschriften tot de Koning gericht in 1838, zou het nog meer dan een kwarteeuw duren eer hun verzuchtingen voldoening kregen. In 1862 werd het dorp een zelfstandige gemeente, maar een goede honderd jaar later (in 1977) werd het weer bij Tielt gevoegd.

## Demografische ontwikkeling
- Bronnen:NIS, Opm:1831 tot en met 1970=volkstellingen; 1976 = inwoneraantal op 31 december

## Bezienswaardigheden
- De Onze-Lieve-Vrouw-Geboortekerk. De kerk bezit twee bronzen kunstwerken van May Claerhout (zus van Jef Claerhout). Zowel het altaarstuk (Laatste Avondmaal) als het imponerende kruisbeeld werden als persoonlijke schenking door pastoor Vercruysse in 1998 blijvend met kerk en dorpsgemeenschap verbonden.
- De molenromp van de Kapellemolen, ook Balsmolen genoemd, naar de familie Bals. De romp van de bakstenen bergmolen, gebouwd circa 1850, staat in de Waalbosstraat.

## Natuur en landschap
Schuiferskapelle ligt in Zandlemig Vlaanderen, en wel op het Plateau van Tielt. De hoogte bedraagt 16-32 meter. Iets ten zuiden van het dorp ligt een cuestarug die grofweg van Pittem naar Aarsele verloopt. Ten zuiden van Schuiferskapelle verloopt de Kapellebeek in noordoostelijke richting, waar hij uitmondt in de Poekebeek. Enkele beken lopen naar het noorden af en komen uit in de Ringbeek.

## Overig
- Schuiferskapelle heeft een polyvalente zaal "Club 77" met een maximumcapaciteit van 250 personen. Deze ligt in de Henri D'hontstraat.

## Wijken en buurten
- Ratte
- Schuiferskapelle-Dorp

## Nabijgelegen kernen
Tielt, Egem, Wingene, Sint-Jan, Ruiselede
Deelgemeenten: Aarsele · Kanegem · Meulebeke · Schuiferskapelle · Tielt

Overige dorpen en gehuchten: Haantjeshoek · Marialoop · De Paanders · 't Veld

Belgische gemeenten · Arrondissement Tielt · West-Vlaanderen · Vlaanderen